# Sonates pour violoncelle et piano d'Enesco
Pour les articles homonymes, voir Sonate pour violoncelle et piano.
Les sonates op. 26 sont une œuvre de Georges Enesco. Elles constituent les seules partitions pour piano et violoncelle du compositeur.

## Sonate enfa mineurop. 26no1
Il s'agit d'une œuvre écrite à l'âge de 17 ans par le musicien, à la fin de 1898 et est d'inspiration brahmsienne. Elle n'est publiée que très tardivement, avec la seconde sonate, dont elle partage le même numéro d'opus malgré l'écart temporel qui les sépare. Elle a été créée en 1899 par Joseph Salmon au violoncelle et Enesco au piano.
Elle se compose de quatre mouvements :
- Allegro molto moderato ;
- Allegretto scherzando ;
- Molto andante ;
- Presto.

Sa durée d'exécution est d'environ quarante minutes.

## Sonate endo majeurop. 26no2
Elle a été composée en 1935, soit presque quarante ans après la précédente. Elle est dédiée au violoncelliste Pablo Casals. Elle a été créée à Paris le 4 mars 1936 par Diran Alexanian au violoncelle et le compositeur au piano.
Elle se compose de quatre mouvements :
1. Allegro moderato ed amabile ( = 126), à 
 ;
2. Allegro agitato, non troppo mosso ( = 108), à 
 ;
3. Andantino cantabile, senza lentezza ( = 144), à 
 ;
4. Final à la roumaine. Allegro sciolto ( = 160), à 
.

Sa durée d'exécution est d'environ une demi-heure.